# 石牌公園

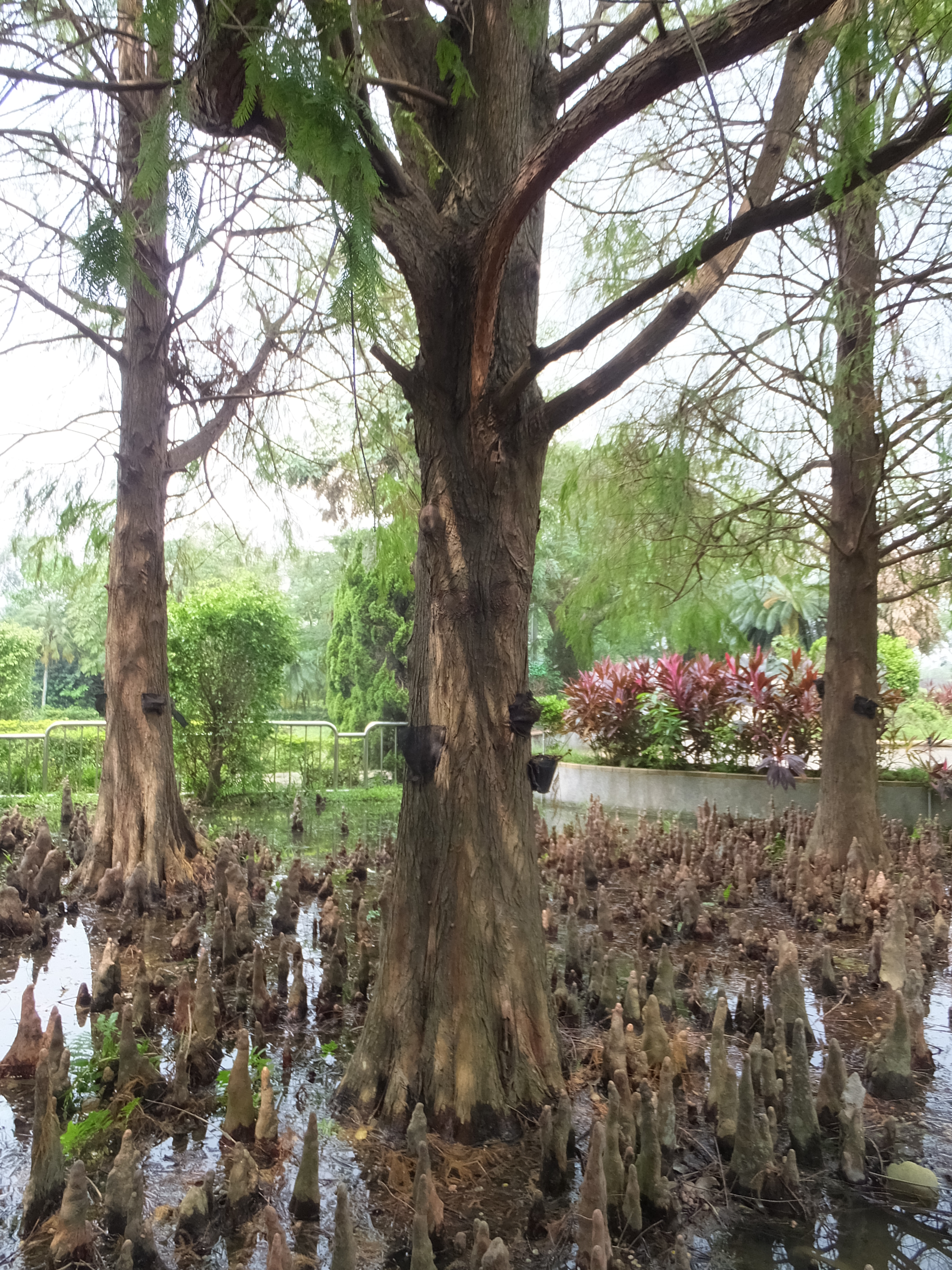
落羽松氣生根

石牌公園位於台中市潭子區潭陽里的公園，有阿里史社碑古物和出名落羽松氣生根。